# Kleinbahn Siegburg - Zündorf
De Kleinbahn Siegburg - Zündorf, in de volksmond rabarberslee genoemd, was een lokaalspoorlijn in de Siegkreis. Tussen 1914 en 1965 was er op de lijn tussen Siegburg, Troisdorf, Wahn, Niederkassel en Zündorf personenvervoer. Goederenvervoer bestaat tot op heden tussen Troisdorf en Lülsdorf.

## Geschiedenis

### Ontstaan
Sinds 1906 voerde de Landkreis Siegburg onderhandelingen met de Continentalen Eisenbahn-Bau und Betriebsgesellschaft uit Berlijn over de aanleg van een lokale normaalspoorlijn van Monheim am Rhein via Siegburg naar Much. Omdat de onderhandelingen zonder resultaten bleven, stelde de burgemeester van Siegburg op 26 juli 1909 voor om tussen Niederkassel en Siegburg een elektrische tramlijn te laten bouwen door de Rheinisch Westfälische Elektrizitätsgesellschaft (RWE).
Op 21 december 1910 besliste de Landkreisraad tot de aanleg van een spoorlijn tussen de toen nog zelfstandige gemeente Porz am Rhein via Mondorf naar Beuel, inclusief een zijtak van Mondorf via Troisdorf naar Siegburg. Op 31 december 1910 werd de overeenkomst met de RWE gesloten. Op aandringen van de Rijksspoorwegen en de Vorortbahnen van Keulen (voorstadslijnen) werden echter wijzigingen aangebracht aan het akkoord dat de Regierungspräsident op 5 augustus 1913 had gegeven. Op de spoorlijn werd geen snelverkeer toegelaten, er mocht geen spoorverbinding van Zündorf naar Porz, noch naar een andere Keulse voorstadslijn gebouwd worden en de verbindingen van Siegburg naar Wahn en van de Friedrich-Wilhelms-Hütte naar de in Mondorf geplande haven werden verboden.
Op 19 maart 1914 ging het eerste deel van Spich via Sieglar naar Lülsdorf in dienst, in het begin enkel voor goederenvervoer. Op 25 mei 1914 startte het reizigersvervoer van Siegburg via Sieglar naar Lülsdorf. In Sieglar bevond zich de eerste stelplaats van de Kleinbahn Siegburg - Zündorf. Verdere trajectuitbreidingen bleven in het begin uit omwille van de Eerste Wereldoorlog maar later volgden toch nog enkele nieuwe trajecten:
- 6 mei 1917: 7,2 kilometer van Spich naar Wahn (enkel goederenverkeer) met aansluiting met de tram van Wahn
- 29 oktober 1920: 2,8 kilometer van Lülsdorf naar Langel
- 1 oktober 1921: 3,5 kilometer van Langel naar Zündorf

Zo kon men vanaf 1 oktober 1921 met de tram van Keulen naar Bonn rijden. Vanaf deze dag reikte de Kölner Vortortbahn immers tot Zündorf. Al sinds 6 september 1911 werd Siegburg bediend door de Elektrische Bahnen der Stadt Bonn und des Rhein-Sieg-Kreises (SBB). Deze rit duurde echter wezenlijk langer dan de op de rechteroever van de Rijn gelegen tramverbinding van de Köln-Bonner Eisenbahnen of met de trein van de Reichsbahn. Bovendien waren voor deze verplaatsing drie vervoerbewijzen en twee overstappen nodig en in Zündorf moesten de reizigers de straat oversteken, niettegenstaande beide lijnen met elkaar verbonden waren.
In 1921 bereikte de lijn haar maximale lengte van 34,4 kilometer waarvan slechts 3,2 kilometer dubbelsporig. De bedoeling van de Kreis om de lijn op enkele plaatsen te verlengen, stootte in de komende jaren steeds op ontoereikende financiële middelen.
Tijdens de Tweede Wereldoorlog werd Siegburg en bijgevolg ook de sporen van de Kleinbahn zwaar getroffen. De volgende dag viel de stelplaats in Sieglar ten offer aan bombardementen. Op 11 april 1945 werden de bruggen over de Agger en over de Reichsbahn in Oberlar door de Wehrmacht gedynamiteerd.
Vanaf de herfst 1945 kon de verbinding tussen Siegburg en Zündorf op bepaalde delen opnieuw in dienst genomen worden. Vanaf 3 juli 1946 was er een pendeldienst mogelijk tussen de vernielde Aggerbrücke en de vernielde Siegbrücke. Tegen 19 december 1946 werd de verbinding mogelijk met de SSB hersteld en het doorgaande verkeer werd vanaf 25 maart 1948 hervat.

### Opheffing van het reizigersvervoer
Als gevolg van het steeds toenemende individueel vervoer werd al in het begin van de jaren 1950 gesproken om de spoorbediening te vervangen door bussen. De beslissing tot opheffing werd eerst uitgesteld tot 22 maart 1958. Op 11 en op 22 april 1963 besloten de RWE en de Kreis om de eigendom van de spoorlijnen op 30 april 1963 over te dragen aan de Kreis. De omschakeling naar busbediening werd beslist op 19 april 1963 en werd gefaseerd doorgevoerd:
- 14 oktober 1963: Siegburg - Sieglar
- 6 september 1964: Sieglar - Zündorf
- 30 augustus 1965: Sieglar - Porz-Wahn

Omdat het goederenverkeer het einde van de tram overleefde maar het toch te kostelijk was om alleen hiervoor de bovenleidingen te behouden, kwamen voor de exploitatie vanaf 22 juni 1966 diesellokomotieven in dienst. Toch verdwenen er nog enkele routes. Het traject van Porz-Lind naar Porz-Wahn werd stilgelegd op 7 april 1967 en dat van Lülsdorf naar Zündorf op 21 mei 1969.
Op 1 december 1972 werd de Kleinbahn Siegburg - Zündorf na de uitbreiding van het grondgebied van de Kreis hernoemd tot Rhein-Sieg-Kreis Eisenbahn. Op 1 januari 1973 sloot de Rhein-Sieg-Kreis Eisenbahn zich aan bij de Verkehrsbetrieben des Rhein-Sieg-Kreis GmbH. Beide samen vormen sindsdien de Rhein-Sieg-Verkehrsgesellschaft mbH (RSVG). In de periode tot 1983 nam het bedrijf ook het lijnbusvervoer van de Bröltalbahn over.

### Exploitatie sinds 1980

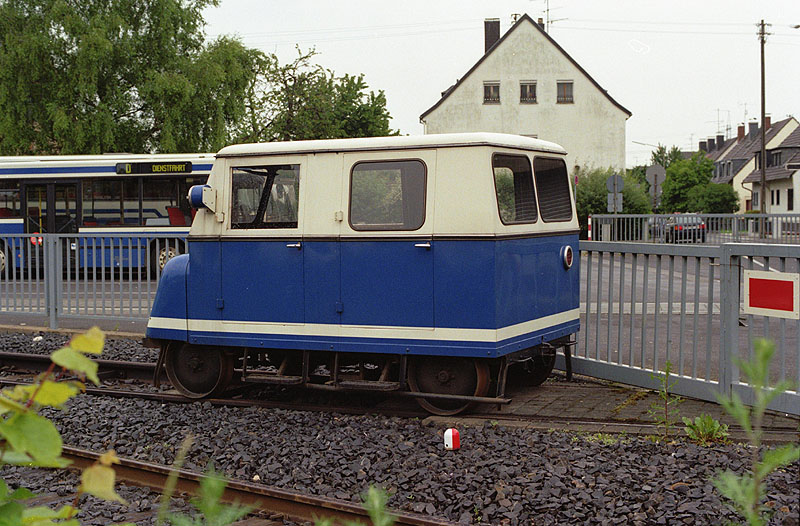
MaK-draisine van de RSVG voor de stelplats van Sieglar

Op 30 juni 1977 werd het goederenvervoer tussen Troisdorf en de luchthaven van Keulen/Bonn stopgezet. Daardoor bleef van het spoornet van de RSVG nog enkel het 15,3 kilometer lange traject tussen Troisdorf Vorbf en Lülsdorf over, met een spoorlengte van 18,1 kilometer. De vervoerontvangsten liepen de laatste jaren sterk terug. Thans is er dagelijks nog slechts een goederentrein voor de lokale bediening van de Evonik-site, tegenover drie treinen vroeger. Hiervoor worden twee zestig ton wegende MaK-diesellokomotieven (Maschinenbau Kiel) ingezet. Voor bijzondere opdrachten beschikt de RSVG daarnaast nog over een gemotoriseerde draisine. Veel overwegen langs de lijn hebben geen slagbomen en zijn meestal enkel voorzien van lichtsignalisatie. Het gevolg is dat er zich aan de overwegen zonder slagbomen tot nu toe al dodelijke ongevallen hebben voorgedaan.
De exploitatievergunning voor de lijn werd op 15 februari 1984 verlengd tot 30 september 2021.

## Weblinks
- Foto's van goederen- en speciale treinen en bijkomende informatie
- Nog zichtbare relikten van het traject